# Датско-монгольские отношения
Датско-монгольские отношения — двусторонние отношения между Данией и Монголией.

## Экономические отношения
В 2005 году двусторонний товарооборот между Данией и Монголией составил 3,3 млн долларов. В 2005 году экспорт Дании в Монголию составил 3,3 млн долларов. В 2010 году экспорт Дании в Монголию составил 4,6 млн долларов. В 2010 году двусторонний товарооборот между странами составил 4,7 млн долларов. 

## Послы Дании в Монголии
- Т. Э. Меллер (по состоянию на 2023 год)[3].